# 羅伊納 (密蘇里州)
羅伊納（英語：Rowena）是位於美國密蘇里州奧德雷恩縣的非建制地區。

## 歷史
羅伊納的郵局於1884年設立，其後於1912年停運。

## 地理
羅伊納所處的海拔為高於海平面249米（即817英呎），而該地所採用的時區為UTC-6，即北美中部時區（CST）。同時該地設有夏令時間，為UTC-6調快一小時，即UTC-5（CDT）。